# Siphonophora hoffmani
Siphonophora hoffmani är en mångfotingart som beskrevs av Santiago-Blay och Poinar 1992. Siphonophora hoffmani ingår i släktet Siphonophora och familjen Siphonophoridae. Inga underarter finns listade i Catalogue of Life.